# 件名標目
件名標目(4.2.1.3.04)（英: subject heading）とは，資料を検索するのに用いられる:37，主題や形式を表す統制語彙である:62。

## 概要
ある資料の主題が，その表題にそのまま用語として現われるとは限らない。主題の出現はさまざまな形態を取りうるし，そもそも現れない場合も考えられる。
ゆえに，資料をその主題によって検索するのはあまり効果的とは言えない。
そこで，簡単で効率の良い主題検索を行うための仕組みとして用いられる:16のが，件名標目である。
件名標目は，とくに図書館目録における図書の検索方法として長く培われて:15おり，計算機による資料検索においても重要である(※13)。

## 細目
件名標目を用いて主題の種々の側面を表現する為には，主題を表す主標目に細目を結びつける:14。
細目は次の四つに大別される:15。
主題細目
主題の副次的な観点を表す。
地名細目
主題の地域性を明示する。
時代細目
主題の時代を表す。
形式細目
資料の種別を表す。
細目の基本的な順序は次の通り:15 。
[主題細目] – [地名細目] – [時代細目] – [形式細目]
細目の結合順序には、ランガナタンやカイザーらによるファセット分類法又はその発展形である英国分類研究グループ:21の標準列挙順序を簡略化したものが適用される:15。

## 事前結合方式
件名標目では、複数の側面が絡み合った多面的な主題を表現する為に事前結合方式を採用している。事前結合方式とは、標目を賦与する時点で，用語同士を統制された結合順序によって結びつける方法であり、当該方式の採用によって、件名標目は意味論的だけでなく統語論的な統制も実現している。これは（件名標目の上位概念である）統制語彙に対する最大の違いである:14。

## 件名標目表
件名標目表は件名標目を排列した一覧表である。
実質的に統制語彙集であるものを指して呼ぶこともある。
件名標目表では件名標目それ自体以外に次の相互参照が示されている。
「を見よ」参照（英: ‘see’ reference）
件名標目ではない用語から件名標目への案内。異なる用語を探索の手掛かりとして参照する目的で，同義語，略語・頭字語・完全名称，通称・別称・正式名称，翻訳名称・原名称，倒置形・通常形，複合語，綴り揺れ，及び読み揺れ等に対して用いられる(6.2)。
「をも見よ」参照（英: ‘see also’ reference）
件名標目間の相互の関連。利用者が探索の手掛かりとして選んだ標目と関連性のある別の標目の存在を報知する目的で、類義・反義・関連関係等に対して用いられる(6.3)。